# Biblioteka Pedagogiczna im. Heleny Radlińskiej w Siedlcach
Biblioteka Pedagogiczna im. Heleny Radlińskiej w Siedlcach – biblioteka pedagogiczna utworzona w 1952 r. Jej zadaniem jest wspieranie potrzeb kształcących i doskonalących się nauczycieli, studentów przygotowujących się do zawodu nauczyciela oraz słuchaczy zakładów kształcenia nauczycieli, studentów pozostałych uczelni i uczniów szkół ponadgimnazjalnych. Gromadzi literaturę z zakresu pedagogiki, psychologii i dziedzin pokrewnych.

## Historia
Biblioteka powstała przy Inspektoracie Oświaty Prezydium Powiatowej Rady Narodowej jako Powiatowa Biblioteka Pedagogiczna. Pierwszego wpisu do księgi inwentarzowej dokonano w dniu 15 stycznia 1952 r. Księgozbiór liczył 256 książek.
W roku 1957 biblioteka przeniosła się do samodzielnego lokalu mieszczącego się w budynku kina Podlasie przy ulicy F. Dzierżyńskiego (obecnie Świętojańska). Ilość woluminów powiększyła się do 2 226, a liczba czytelników wynosiła 50 osób.
W listopadzie 1959 r. w wyniku kłopotów lokalowych biblioteka otrzymała dwupokojowe pomieszczenie w budynku Komitetu PZPR. W nowych warunkach wzrosła zarówno liczba zbiorów – 3402 woluminy jak i czytelników – 288.
Zwiększanie się liczby księgozbioru (16 554) i czytelników (1037) spowodowało konieczność zmiany lokalu na większy. W 1973 r. przyznano bibliotece pomieszczenia w Szkole Podstawowej nr 5 przy ul. Partyzantów 1.
W 1975 r. na skutek zmian administracyjnych w kraju powstało województwo siedleckie a biblioteka otrzymała miano Pedagogicznej Biblioteki Wojewódzkiej. W jej skład weszło pięć bibliotek powiatowych w Garwolinie, Łukowie, Mińsku Mazowieckim, Sokołowie Podlaskim i Węgrowie.
W 1984 r. decyzją ówczesnego prezydenta miasta zbiory biblioteczne przeniesiono do budynku internatu ZSZ nr 2 przy ul. O. Lange 6, gdzie biblioteka ma swoją siedzibę do chwili obecnej.
W 1999 r. w wyniku reformy administracyjnej biblioteka utraciła filię w Łukowie na rzecz województwa lubelskiego, a przejęła opiekę nad filią w Łosicach, która dotychczas podlegała bibliotece w Białej Podlaskiej.
W lipcu 2014 r. biblioteka zmieniła swoją siedzibę. Obecnie mieści się na zbiegu ul. Asłanowicza i Konarskiego.
Organem prowadzącym BP w Siedlcach został Samorząd Województwa Mazowieckiego.

## Zbiory
Biblioteka gromadzi i udostępnia książki, czasopisma i multimedia
- literaturę z zakresu pedagogiki i nauk pokrewnych, w języku polskim i językach obcych,
- publikacje naukowe i popularnonaukowe z różnych dziedzin wiedzy objętych ramowymi planami nauczania,
- literaturę piękną i dzieła klasyki światowej oraz książki z zestawu lektur,
- piśmiennictwo z zakresu bibliotekoznawstwa i informacji naukowej,
- programy nauczania i podręczniki szkolne,
- materiały dotyczące problematyki oświatowej regionu.

## Warsztat informacyjny
Katalog OPAC w systemie Prolib zawiera wszystkie zbiory biblioteki.

## Struktura
- Dyrektor
- Wydział Gromadzenia i Opracowania Zbiorów
- Wydział Informacyjno-Bibliograficzny z Czytelnią
- Wydział Udostępniania Zbiorów
- Wydział Ekonomiczno-Administracyjny

## Filie
- Filia w Garwolinie
- Filia w Łosicach
- Filia w Mińsku Mazowieckim
- Filia w Sokołowie Podlaskim
- Filia w Węgrowie

## Publikacje

### Wydawnictwa własne biblioteki
- Wychowawczyni miłośników przyrody : o Adeli Klein  - nauczycielce Szkoły Powszechnej nr 3 w Siedlcach / Maria Obrębska. - Siedlce : Biblioteka Pedagogiczna im. Heleny Radlińskiej, 2016
- Regionalia w zbiorach Biblioteki Pedagogicznej w Siedlcach i filii : bibliografia / wybór, oprac. i red. Marzena Kowalczuk, Wanda Golec. – Siedlce : Biblioteka Pedagogiczna im. Heleny Radlińskiej, 2013
- Film w edukacji dzieci i młodzieży : materiały pomocnicze dla nauczycieli i wychowawców / Małgorzata Percińska, Hanna Krasuska-Terka. – Siedlce : Biblioteka Pedagogiczna im. Heleny Radlińskiej, 2009
- Publikacje nauczycieli regionu siedleckiego : bibliografia adnotowana w wyborze za lata 1991-2003 / wybór, oprac. i red. Wanda Golec, Jolanta Stempień – Siedlce : Biblioteka Pedagogiczna im. Heleny Radlińskiej, 2005
- 50 lat Biblioteki Pedagogicznej w Siedlcach 1952-2002 : praca zbiorowa / pod red. Wandy Golec. – Siedlce : Biblioteka Pedagogiczna 2002

### Wybrane publikacje o bibliotece
- Biblioteka dla każdego : rozmowa z dr Marzena Kowalczuk, dyrektorem Biblioteki Pedagogicznej im. H. Radlińskiej / LA // Echo Katolickie. - 2017, nr 44 (1165), s. 25
- 60 lat historii / Marcin Mazurek // Prestiż. – 2012, nr 2, s. 26-27
- Pedagogiczna jubilatka / MZ // Tygodnik Siedlecki. – 2012, nr 46, s. 6
- Biblioteki oświatowe wobec edukacji regionalnej dzieci, młodzieży i dorosłych na przykładzie Biblioteki Pedagogicznej im. Heleny Radlińskiej w Siedlcach/ Marzena Kowalczuk //W: Historia i Kultura regionalna w edukacji dzieci, młodzieży, dorosłych w Siedlcach / pod red. Mirosławy Bednarzak-Libery. – Siedlce, 2007. – S. 133-138
- Jubileuszowe refleksje / Marzena Kowalczuk // Nasze Mazowsze. 2002, nr 9, s. 18-20
- 50 lat Biblioteki Pedagogicznej w Siedlcach / Hanna Krasuska-Terka // Doradca. -2002, nr 31, s. 31
- Święto biblioteki / Maria Wodzyńska // Nasze Mazowsze. – 2002, nr 9, s. 21
- Informator Biblioteki Pedagogicznej w Siedlcach i jej Filii / Marzena Kowalczuk. – Siedlce : WOM, 1997